# Tournoi d'ouverture du championnat du Paraguay de football 2019
Navigation
Tournoi précédent Tournoi suivant
Le tournoi d'ouverture de la saison 2019 du Championnat du Paraguay de football est le premier tournoi semestriel de la cent-neuvième saison du championnat de première division au Paraguay. La saison est scindée en deux tournois saisonniers qui délivrent chacun un titre de champion. Les douze clubs participants sont réunis au sein d'une poule unique où ils affrontent leurs adversaires deux fois, à domicile et à l'extérieur. Il n’y a ni promotion, ni relégation à l’issue du tournoi.
C'est le Club Olimpia qui est de nouveau champion après avoir remporté les deux tournois de la saison précédente.

## Qualifications continentales
Le vainqueur du tournoi Ouverture est qualifié pour la Copa Libertadores 2020.

## Les clubs participants
- Club Libertad
- Club Nacional
- Cerro Porteño
- Club Guaraní
- Club Deportivo Capiatá
- Club Sol de América
- Club Deportivo Santaní
- Club Olimpia
- Club Sportivo Luqueño
- Club General Díaz
- Club River Plate - Promu de División Intermedia
- Club Sportivo San Lorenzo - Promu de División Intermedia

## Compétition
Le barème utilisé pour établir le classement est le suivant :
- Victoire : 3 points
- Match nul : 1 point
- Défaite : 0 point

### Classement
| Rang | Équipe                     | Pts | J  | G  | N | P  | Bp | Bc | Diff |
| ---- | -------------------------- | --- | -- | -- | - | -- | -- | -- | ---- |
| 1    | Club OlimpiaT              | 54  | 22 | 16 | 6 | 0  | 61 | 17 | +44  |
| 2    | Cerro Porteño              | 43  | 22 | 13 | 4 | 5  | 48 | 25 | +23  |
| 3    | Club Libertad              | 37  | 22 | 11 | 4 | 7  | 39 | 29 | +10  |
| 4    | Club Guaraní               | 37  | 22 | 10 | 7 | 5  | 35 | 29 | +6   |
| 5    | Club Sportivo Luqueño      | 31  | 22 | 8  | 7 | 7  | 28 | 30 | -2   |
| 6    | Club River PlateP          | 28  | 22 | 7  | 7 | 8  | 25 | 31 | -6   |
| 7    | Club Sportivo San LorenzoP | 27  | 22 | 8  | 3 | 11 | 33 | 37 | -4   |
| 8    | Club Sol de América        | 26  | 22 | 8  | 2 | 12 | 31 | 43 | -12  |
| 9    | Club Deportivo Capiatá     | 26  | 22 | 6  | 8 | 8  | 24 | 32 | -8   |
| 10   | Club Nacional              | 23  | 22 | 5  | 8 | 9  | 19 | 27 | -8   |
| 11   | Club General Díaz          | 16  | 22 | 3  | 7 | 12 | 22 | 41 | -19  |
| 12   | Club Deportivo Santaní     | 13  | 22 | 2  | 7 | 13 | 15 | 38 | -23  |

|  | Qualification pour la Copa Libertadores 2020         |
|  | T : Tenant du titre P : Promu de División Intermedia |

## Bilan de la saison
| Championnat du Paraguay de football 2019 |                          |
| Champion                                 | Club Olimpia (43e titre) |
| Qualifications continentales             |                          |
| Copa Libertadores 2020                   | Club Olimpia             |
| Promotions et relégations                |                          |
| Promus en Primera División               | Aucun                    |
| Relégués en División Intermedia          | Aucun                    |